# Paul Michael Glaser
Paul Michael Glaser (nascut Paul Manfred Glaser) (Cambridge, 25 de març de 1943) és un actor, director i escriptor estatunidenc la carrera del qual ha durat cinc dècades. Va fer el seu debut com a actor a la sèrie de televisió Love Is a Many Splendored Thing i va tenir molts papers d'actuació, apareixent a The Waltons, The Streets of San Francisco i Kojak. Glaser va guanyar protagonisme per la seva interpretació com a "Detectiu Dave Starsky" a la sèrie de televisió dels anys 70, Starsky & Hutch, i va escriure i dirigir cinc episodis del programa. Després de l'èxit de la sèrie, es va aventurar a dirigir altres sèries com Miami Vice, Judging Amy i Las Vegas .
Glaser també va tenir cert èxit en pel·lícules i va fer el seu debut cinematogràfic a la pel·lícula musical El violinista a la teulada i va actuar en l'èxit de taquilla Quan menys t'ho esperes. També va dirigir la pel·lícula clàssica de culte Passió pel triomf i la pel·lícula de taquilla d'èxit moderat Perseguit. A principis dels anys 2000, va interpretar al capità Jack Steeper a la sèrie de la NBC Third Watch del 2004 al 2005, va aparèixer en diversos episodis de Ray Donovan durant els anys 2010 i va tenir papers menors a Criminal Minds i The Mentalist . Glaser va fer la seva primera exposició als Estats Units de la seva obra d'art el 2018.

## Primers anys de vida
Paul Manfred Glaser va néixer el 25 de març de 1943 a Cambridge, Massachusetts, el fill petit i únic fill de Samuel Glaser, llicenciat al MIT i conegut arquitecte de Boston, i la seva dona Dorothy. Va créixer a Brookline i Newton. Va ser criat jueu, i encara que Dorothy era una agnòstica i la família no va observar el Sàbat, la família sí que va celebrar les festes principals de la religió, inclosa la bar mitzvah de Glaser. Samuel va dissenyar un shul a Rhode Island.
Glaser va assistir a la Buckingham Browne & Nichols School fins a 1961 abans de traslladar-se a la Cambridge School of Weston, on va acabar l'escola secundària. Va assistir a la Universitat de Tulane, on va ser company de pis amb el director de cinema Bruce Paltrow, es va especialitzar en teatre i anglès amb una menció en arquitectura i es va graduar el 1966. Va ser membre de la fraternitat Sigma Alpha Mu. Va obtenir un màster en belles arts a la Universitat de Boston en interpretació i direcció el 1967.

## Carrera

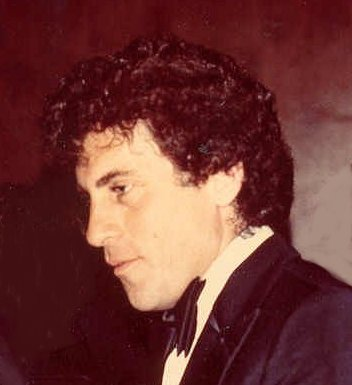
Glaser a l'estrena de F. I. S. T. el 1978.

Glaser va fer el seu debut al cinema com a Perchick a la versió cinematogràfica de 1971 del musical El violinista a la teulada . Va trobar fama interpretant al detectiu Dave Starsky al costat de David Soul a la sèrie de televisió Starsky & Hutch, de la qual va dirigir diversos episodis. Va funcionar durant quatre temporades (1975–1979) a l'ABC.
Després de la sèrie, Glaser va continuar actuant a la televisió i al cinema, i va dirigir la pel·lícula de 1987 Perseguit protagonitzada per Arnold Schwarzenegger, així com la pel·lícula de 1992 Passió pel triomf . També va dirigir episodis de diverses sèries de televisió, com Miami Vice, Robbery Homicide Division i Judging Amy. Glaser va tornar a la gran pantalla l'any 2003 a Quan menys t'ho esperes, com l'exmarit de Diane Keaton, i amb un breu cameo a la versió cinematogràfica de 2004 de Starsky & Hutch, en què Starsky va ser interpretat per Ben Stiller. Va dirigir la pel·lícula infantil Kazaam amb Shaquille O'Neal. Va ser convidat a "The Scarlet Letter", l'episodi de l'1 d'octubre de 2009 de The Mentalist de CBS.
Entre el 2013 i el 2019, Glaser va aparèixer com Alan en diversos episodis de la sèrie de televisió Ray Donovan. En una entrevista publicada l'abril de 2018, Glaser, que no havia actuat des d'aquell paper, se li va preguntar si s'havia retirat de la interpretació i va respondre: "La gent em pregunta: 'Quina és la teva preferència: actuar, dirigir o escriure?' La meva resposta: el que passa és el que passa mai, intento estar obert a tot, sempre que sigui un bon grup de la gent, estic obert a qualsevol cosa, això és el que més m'agrada de fer cinema o actuar: l'experiència". Aquell mateix mes, Glaser va fer la seva primera exposició individual de les seves pintures i il·lustracions digitals a Cosmo Lofts a Hollywood. L'espectacle es titulava "Acte III", perquè la seva incursió com a artista va marcar la tercera etapa de la seva carrera, després d'actuar davant la càmera, i escriure/dirigir darrere d'ella.

## Vida personal
Glaser s'ha casat dues vegades. Es va casar amb la seva primera dona, Elizabeth Glaser, el 1980. L'agost de 1981, va contreure el VIH a través d'una transfusió de sang mentre donava a llum el primer fill de la parella, Ariel. Elizabeth no va saber que estava infectada amb el virus fins quatre anys més tard, quan tant ella com l'Ariel es van emmalaltir d'una misteriosa malaltia. Quan es va fer la prova a tota la família, es va trobar que Elizabeth, Ariel i el fill d'un any i mig de la parella, Jake, eren VIH positius. Ariel va morir tres anys més tard, poc després del seu setè aniversari. Elizabeth va morir el 3 de desembre de 1994.
Glaser es va casar més tard amb Tracy Barone, que va adoptar Jake, que en aquell moment tenia 10 anys. La parella va tenir una filla, Zoe. Aquest matrimoni va acabar amb Glaser que va sol·licitar el divorci el juny de 2007.

## Filmografia

### Pel·lícules
| Any  | Pel·lícula                                                                   | Rol                    | Notes    |
| ---- | ---------------------------------------------------------------------------- | ---------------------- | -------- |
| 1971 | El violinista a la teulada (Fiddler on the Roof)                             | Perchik                | Actor    |
| 1972 | Les papallones són lliures (Butterflies Are Free)                            | Ralph                  | Actor    |
| 1974 | Aces Up                                                                      | Mover                  | Actor    |
| 1974 | Trapped Beneath the Sea                                                      | Jack Beech             | Actor    |
| 1976 | The Great Houdini                                                            | Harry Houdini          | Actor    |
| 1980 | Phobia                                                                       | Dr. Peter Ross         | Actor    |
| 1983 | Wait till Your Mother Gets Home!                                             | Bob Peters             | Actor    |
| 1983 | Princess Daisy                                                               | Fred North             | Actor    |
| 1984 | Single Bars, Single Women                                                    | Gabe                   | Actor    |
| 1984 | Jealousy                                                                     | Daniel                 | Actor    |
| 1984 | Attack on Fear                                                               | Dave Mitchell          | Actor    |
| 1986 | La banda de la mà (Band of the Hand)                                         | n/a                    | Director |
| 1987 | Perseguit (The Running Man)                                                  | n/a                    | Director |
| 1992 | Passió pel triomf (The Cutting Edge)                                         | n/a                    | Director |
| 1994 | The Air Up There                                                             | n/a                    | Director |
| 1996 | Kazaam                                                                       | n/a                    | Director |
| 2001 | And Never Let Her Go (TV)                                                    | Det Frank Gugliatta    | Actor    |
| 2003 | Quan menys t'ho esperes (Something's Gotta Give)                             | Dave Klein             | Actor    |
| 2004 | Starsky i Hutch (Starsky & Hutch)                                            | Original David Starsky | Actor    |
| 2007 | Live!                                                                        | Network President      | Actor    |
| 2010 | Lego: Les aventures de Clutch Powers (Lego: The Adventures of Clutch Powers) | Kjeld Playwell (veu)   | Actor    |

### Televisió
| Ant        | Sèrie                           | Rol                    | Notes                                  |
| ---------- | ------------------------------- | ---------------------- | -------------------------------------- |
| 1970–1973  | Love Is a Many Splendored Thing | Dr. Peter Chernak      | Actor                                  |
| 1972       | The Streets of San Francisco    | Jason Kampacalas       | Actor, 1 episodi                       |
| 1972       | Cannon                          | Jason Logan            | Actor, 1 episodi                       |
| 1973       | The Waltons                     | Todd Cooper            | Actor, 1 episodi                       |
| 1974       | The Rockford Files              | Ralph Correll          | Actor, 1 episodi                       |
| 1974       | Kojak                           | Lou Giordino           | Actor, 1 episodi                       |
| 1975–1979  | Starsky & Hutch                 | Detectiu David Starsky | Actor, escriptor, director             |
| 1984–1985  | Miami Vice                      | n/a                    | Director, 3 episodis                   |
| 1984       | Amazons                         | n/a                    | Director                               |
| 1985       | Otherworld                      | n/a                    | Director, 1 episodi                    |
| 1987       | Amazing Stories                 | n/a                    | Director, 1 episodi                    |
| 2001, 2003 | Judging Amy                     | n/a                    | Director, 2 episodis                   |
| 2002       | The Agency                      | n/a                    | Director, 5 episodis                   |
| 2002–2003  | Robbery Homicide Division       | n/a                    | Director, 3 episodis                   |
| 2003       | Mister Sterling                 | n/a                    | Director, 1 episodi                    |
| 2004–2005  | Third Watch                     | Jack Steeper           | Actor, 3 episodis Director, 2 episodis |
| 2005–2008  | Las Vegas                       | n/a                    | Director, 5 episodis                   |
| 2006       | E-Ring                          | n/a                    | Director, 1 episodi                    |
| 2007       | Raines                          | n/a                    | Director, 1 episodi                    |
| 2008       | The Closer                      | Davis Mayhan           | Actor, 1 episodi                       |
| 2008       | Criminal Minds                  | Detective Garrity      | Director, 1 episodi                    |
| 2008       | Numbers                         | Brett Hanson           | Actor, 1 episodi                       |
| 2009       | The Mentalist                   | Walter Crew            | Actor, 1 episodi                       |
| 2013       | Ray Donovan                     | Alan                   | Actor, 1 episodi                       |
| 2019       | Grace and Frankie               | Leo                    | Actor, temporada 5                     |